# Злочиначки умови (6. сезона)
Злочиначки умови (engl. Criminal Minds) је америчка криминалистичка драмска телевизијска серија која прати рад Јединице за анализу понашања (ЈАП-а) (engl. Behavioral Analysis Unit - BAU) чије је седиште у Квантику у Вирџинији. Серија се разликује од других серија те врсте по томе што се више усредсређује на злочинца него на сам злочин. Серију је продуцирала продукција The Mark Gordon Company у сарадњи са телевизијским студијима CBS и ABC. Серија је првобитно названа Квантико, а пробна епизода је снимљена у Ванкуверу.

## Опис
Шеста сезона серије Злочиначки умови је емитована на каналу CBS од 22. септембра 2010. до 18. маја 2011.
Пре него што је снимање сезоне почело, објављено је да је А.Џ. Кук отпуштена из серије, наводно због смањења буџета у вези са покретањем огранка серије „Злочиначки умови“. Захваљујући писмима и петицијама обожавалаца, Кукова је добила дозволу да се врати у прве две епизоде како би завршила причу свог лика. Касније се вратила као специјална гошћа у две наредне епизоде ове сезоне. Паџет Брустер је била у главној постави до осамнаесте епизоде и такође је отпуштена из серије. Рејчел Николс се појавила епизодно у три епизоде, а затим је унапређена у главну поставу, али њен уговор није продужен након завршетка сезоне.
Уводна шпица је промењена ове сезоне: додато је више звучних и визуелних ефеката, а сама музика је појачана, а додат је и део за електричну гитару.

## Улоге
- Џо Мантења кao Дејвид Роси
- Паџет Брустер кao Емили Прентис (епизоде 1−18)
- Шемар Мур кao Дерек Морган
- Метју Греј Габлер кao Спенсер Рид
- А.Џ. Кук кao Џенифер Џаро (главни: епизоде 1−2; епизодни: епизоде 18 и 24)
- Кирстен Вангснес кao Пенелопи Гарсија
- Рејчел Николс као Ешли Сивер (главни: епизоде 15−24; епизодни: епизоде 10−12)
- Томас Гибсон кao Арон Хочнер

## Епизоде
| Бр. еп. (укупно) | Бр. еп. (у сезони) | Наслов                      | Редитељ             | Сценариста                      | Премијера           | Прод. код | Гледаност у САД-у (милиони) |
| --- | ------------------ | --------------------------- | ------------------- | ------------------------------- | ------------------- | --------- | --------------------------- |
| 115 | 1                  | "Најдужа ноћ (2. део)"      | Едвард Ален Бернеро | Едвард Ален Бернеро             | 22. септембар 2010. | 601       | 14.13                       |
| После смрти детектива Спајсера, Лос Анђелесом који и даље пати од нестанка струје широм града и „Принцом таме“ који је још увек на слободи, ЈАП жонглира око његовог проналажења и спашавања Спајсерове ћерке. |                    |                             |                     |                                 |                     |           |                             |
| 116 | 2                  | "Џеј Џеј"                   | Чарлс С. Керол      | Ерика Месер                     | 29. септембар 2010. | 602       | 14.57                       |
| Када је тинејџерка из Мериленда нестала, а главни осумњичени прошли полиграфски тест иако су последњи који су је видели живу, ЈАП жонглира изнуђивање признања и суочавања са превише заштитнички настројеним родитељима нестале девојке. У међувремену, Џеј-Џеј размишља о великом унапређењу на послу које прети да је одвоји од екипе.                        |                    |                             |                     |                                 |                     |           |                             |
| 117 | 3                  | "Сећање на прошле ствари"   | Глен Кершо          | Џенин Шерман Бароа              | 6. октобар 2010.    | 604       | 13.87                       |
| Када су две жене из Бристола, у Вирџинији мучене, измрварене и смртоносно погођене струјом, ЈАП креће да утврди да ли је злочине починио плодоносни серијски убица који је побио двадесет жена током девет година и никада није ухваћен. |                    |                             |                     |                                 |                     |           |                             |
| 118 | 4                  | "Незгодни положаји"         | Гај Норман Би       | Брин Фрејзер                    | 13. октобар 2010.   | 603       | 14.00                       |
| Када су два пара из Акрона у Охају побијена пошто су приморана на секс, ЈАП креће у проналажење убице који покушава да надокнади сопствену импотенцију. У међувремену, Гарсија се добровољно јавља да преузме још увек упражњену улогу везе с' медијима. |                    |                             |                     |                                 |                     |           |                             |
| 119 | 5                  | "Сигуран рај"               | Анди Волк           | Алиша Кирк                      | 20. октобар 2010.   | 605       | 14.46                       |
| Када су две породице са Средњег запада побијене у својим домовима, ЈАП покушава да пронађе психопатског адолесцената са жељом да казни матријархалне фигуре. У међувремену, Моргана неочекивано посећује бивши познаник. |                    |                             |                     |                                 |                     |           |                             |
| 120 | 6                  | "Ђавоља ноћ"                | Чарлс Хејд          | Ранди Хагинс                    | 27. октобар 2010.   | 606       | 13.94                       |
| Када се у Детроиту у Мичигену догодио најновији у низу смртоносних напада подметања пожара пре Ноћи вештица, ЈАП креће да направи профил и пронађе серијског убицу одлучног да се освети људима који су му уништили живот. |                    |                             |                     |                                 |                     |           |                             |
| 121 | 7                  | "Посредник"                 | Роб Спера           | Рик Данкл                       | 3. новембар 2010.   | 607       | 14.58                       |
| Када су три егзотичне плесачице из Индијане отете, силоване и побијене пошто су биле заробљене два дана, ЈАП жонглира између профилисања трочлане екипе за убијање и спасавања њихове најновије жртве отмице. |                    |                             |                     |                                 |                     |           |                             |
| 122 | 8                  | "Одраз жеље"                | Ана Џ. Форестер     | Сајмон Мирен                    | 10. новембар 2010.  | 608       | 12.56                       |
| Када је нестала жена из Вашингтона пронађена са одсеченим уснама и тајанственим комадом папира у грлу, ЈАП креће у потрагу за отмичарем у успону који тера своје жртве да поново одглумљују сцену из филма из 1950-их. У међувремену, Гарсија покушава да помогне екипи да идентификује убицу откривајући део свог личног живота.                                |                    |                             |                     |                                 |                     |           |                             |
| 123 | 9                  | "У шуми"                    | Глен Кершо          | Кимберли Ен Харисон             | 17. новембар 2010.  | 609       | 14.39                       |
| Када је нестали десетогодишњи дечак пронађен мртав на Апалачкој стази, а потом и брат и сестра нестали, ЈАП креће у хапшење педофила убице деце одговорног за смрт осморо деце. |                    |                             |                     |                                 |                     |           |                             |
| 124 | 10                 | "Шта се десило у кући..."   | Џен Елијасберг      | Едвард Ален Бернеро             | 8. децембар 2010.   | 610       | 14.23                       |
| Када су три жене из Лас Крусеса у Новом Мексику задављене, ЈАП регрутује кадеткињу ФБИ-ја Ешли Сивер да им помогне да идентификују серијског убицу који се крије међу становницима затвореног насеља. У међувремену, екипа открива мрачну тајну о једном свом.                                                                                                   |                    |                             |                     |                                 |                     |           |                             |
| 125 | 11                 | "25 до доживотне"           | Чарлс С. Керол      | Ерика Месер                     | 15. децембар 2010.  | 611       | 13.77                       |
| Док је Хоч узео слободно време да обележи годишњицу Хејлине смрти, преостали чланови ЈАП-а крећу да утврде да ли је убица пуштен на условну слободу починио злочин за који је оптужен. У међувремену, Прентисова се обраћа Росију са необичним захтевом који се тиче Сиверине накнадне обуке.                                                                    |                    |                             |                     |                                 |                     |           |                             |
| 126 | 12                 | "Срце"                      | Џон Галагер         | Катарина Витић                  | 19. јануар 2011.    | 612       | 12.02                       |
| Када је троје становника Мајамија на Флориди пронађено мртво у својим домовима, ЈАП утврђује да је убица опседнут извршавањем специфичног обреда који се налази у афро-карипским верама. У међувремену, Рид доводи у питање своје здравље пошто је почео да пати од дуготрајних главобоља и приказа.                                                             |                    |                             |                     |                                 |                     |           |                             |
| 127 | 13                 | "Тринаести корак"           | Даг Арниокоски      | Џенин Шерман Бароа              | 26. јануар 2011.    | 613       | 12.77                       |
| Када су две масовне пуцњаве на две одвојене бензинске пумпе у Монтани однеле животе четрнаесторо људи, ЈАП покушава да направи профил пара и спречи их да започну убилачки поход. У међувремену, Прентисова добија узнемирујуће вести о духу из своје прошлости.                                                                                                 |                    |                             |                     |                                 |                     |           |                             |
| 128 | 14                 | "Чудно памћење"             | Роб Спера           | Ренди Хагинс                    | 9. фебруар 2011.    | 614       | 13.67                       |
| ЈАП се враћа у Лос Анђелес у Калифорнији како би утврдио бизарну намену серијског убице пошто су три жене отете, задављене у метанолу и пронађене са комадом коже уклоњеним са десног стопала. У међувремену, Морган примећује драстичну промену у Прентисином понашању.                                                                                         |                    |                             |                     |                                 |                     |           |                             |
| 129 | 15                 | "Данас радим"               | Али Селим           | Алиша Кирк                      | 16. фебруар 2011.   | 615       | 12.85                       |
| Када је студенткиња основних студија из Сиракузе у Њујорку нестала, а њен нестанак повезан са нерешеним случајем старим четири месеца, ЈАП креће да истражи профил мучитељког серијског убице који себе види као мотивационог тренера. У међувремену, Прентисова постаје све забринутија пошто је добила најновије податке од својих бивших колега из Интерпола. |                    |                             |                     |                                 |                     |           |                             |
| 130 | 16                 | "Завршетак"                 | Роб Харди           | Рик Данкл                       | 23. фебруар 2011.   | 616       | 13.15                       |
| Када је пар из округа Лафајет у Луизијани нестао, а њихов аутистични син ушао у школу прекривен крвљу, ЈАП покушава да пронађе отете. У међувремену, Прентисин тајни задатак проналажења највећег непријатеља њене екипе из Интерпола достиже врхунац који је потресао земљу.                                                                                    |                    |                             |                     |                                 |                     |           |                             |
| 131 | 17                 | "Валхала (1. део)"          | Чарлс С. Керол      | Сајмон Мирен и Ерика Месер      | 2. март 2011.       | 617       | 14.37                       |
| Када су две породице из Вашингтона пронађене мртве у очигледним убиствима и самоубиствима, а заседа запретила двојици њихових чланова, ЈАП креће да ухвати међународног злочинца одлучног да испуни злокобни план. У међувремену, Прентисова се бори да сакрије своју прошлост од остатка екипе.                                                                 |                    |                             |                     |                                 |                     |           |                             |
| 132 | 18                 | "Лорен (2. део)"            | Метју Греј Габлер   | Брин Фрејзер                    | 16. март 2011.      | 618       | 13.73                       |
| Када је Прентис нестала након смрти бившег колегинице из Интерпола, Јединица за анализу понашања (ЈАП) се поново удружује са Џеј-Џеј у покушају да сазна више о прошлој вези своје нестале колегинице, терористи Ијану Дојлу и низу догађаја који су довели до његовог хапшења осам година раније.                                                               |                    |                             |                     |                                 |                     |           |                             |
| 133 | 19                 | "Са оваквим пријатељима..." | Ана Џ. Форестер     | Џенин Шерман Бароа              | 30. март 2011.      | 619       | 13.05                       |
| Пошто је Прентисова мртва, а Сиверова званично агенткиња ФБИ-ја и чланица екипе, ЈАП креће да утврди да ли је екипа убица са чопорским менталитетом одговорна за убиства двојице становника Портланда у Орегону. У међувремену, Рид се емотивно уплео пошто је неочекивани обрт променио ток истраге.                                                            |                    |                             |                     |                                 |                     |           |                             |
| 134 | 20                 | "Хенли Вотерс"              | Џеси Ворн           | Алиша Кирк и Ренди Хагинс       | 6. април 2011.      | 620       | 14.08                       |
| Када је масовна пуцњава у продавници оружја у Тампи на Флориди однела животе четири особе, ЈАП покушава да направи профил убице у успону, одлучног да убије одређену мету. У међувремену, Хоч разговара са сваким чланом екипе о осећањима због губитка Прентисове.                                                                                              |                    |                             |                     |                                 |                     |           |                             |
| 135 | 21                 | "Странац"                   | Нелсон Мекормик     | Кимберли Ен Харисон и Рик Данкл | 13. април 2011.     | 621       | 13.59                       |
| Када је троје студената из Сан Дијега у Калифорнији избодено ножем у својим домовима ван кампуса, ЈАП креће у проналажење серијског убице који напада жене које личе на лице из његове прошлости. У међувремену, Хоч се налази под лупом пошто је шеф одсека Страус почела да прегледа обрасце екипе за процену туге.                                            |                    |                             |                     |                                 |                     |           |                             |
| 136 | 22                 | "Ван светлости"             | Даг Арниокоски      | Роџер Хеден                     | 4. мај 2011.        | 622       | 12.90                       |
| Када су се повреде жене из Северне Каролине поклопиле са онима пронађеним на непознатом лешу откривеном три године раније, ЈАП жонглира профилисање сексуалног садисте и утврђивање да ли постоје друге жртве. |                    |                             |                     |                                 |                     |           |                             |
| 137 | 23                 | "Велико море"               | Глен Кершо          | Џим Клементе и Брин Фрејзер     | 11. мај 2011.       | 623       | 13.29                       |
| Када је екипа за пумпање из Џексонвила на Флориди открила дванаест костурских остатака закопаних у масовној гробници, ЈАП креће да успостави везу између жртава и убице. У међувремену, Морган се лично укључује у случај пошто је његова тетка стигла на Флориду са сумњом да је њена нестала ћерка међу мртвима.                                               |                    |                             |                     |                                 |                     |           |                             |
| 138 | 24                 | "Понуда и потражња"         | Чарлс С. Керол      | Ерика Месер                     | 18. мај 2011.       | 624       | 12.84                       |
| Када су две нестале особе пронађене мртве у пртљажнику коа мртваца, Јединица за анализу понашања (ЈАП) сарађује са ГПА Енди Свон и Радном групом ФБИ-ја за борбу против трговине људима у земљи како би разбили организацију за трговину људима. У међувремену, Хоч упозорава екипу на могуће реструктурирање, а познато лице доноси неочекивану одлуку.         |                    |                             |                     |                                 |                     |           |                             |